# Liste der Regensburger Domherren

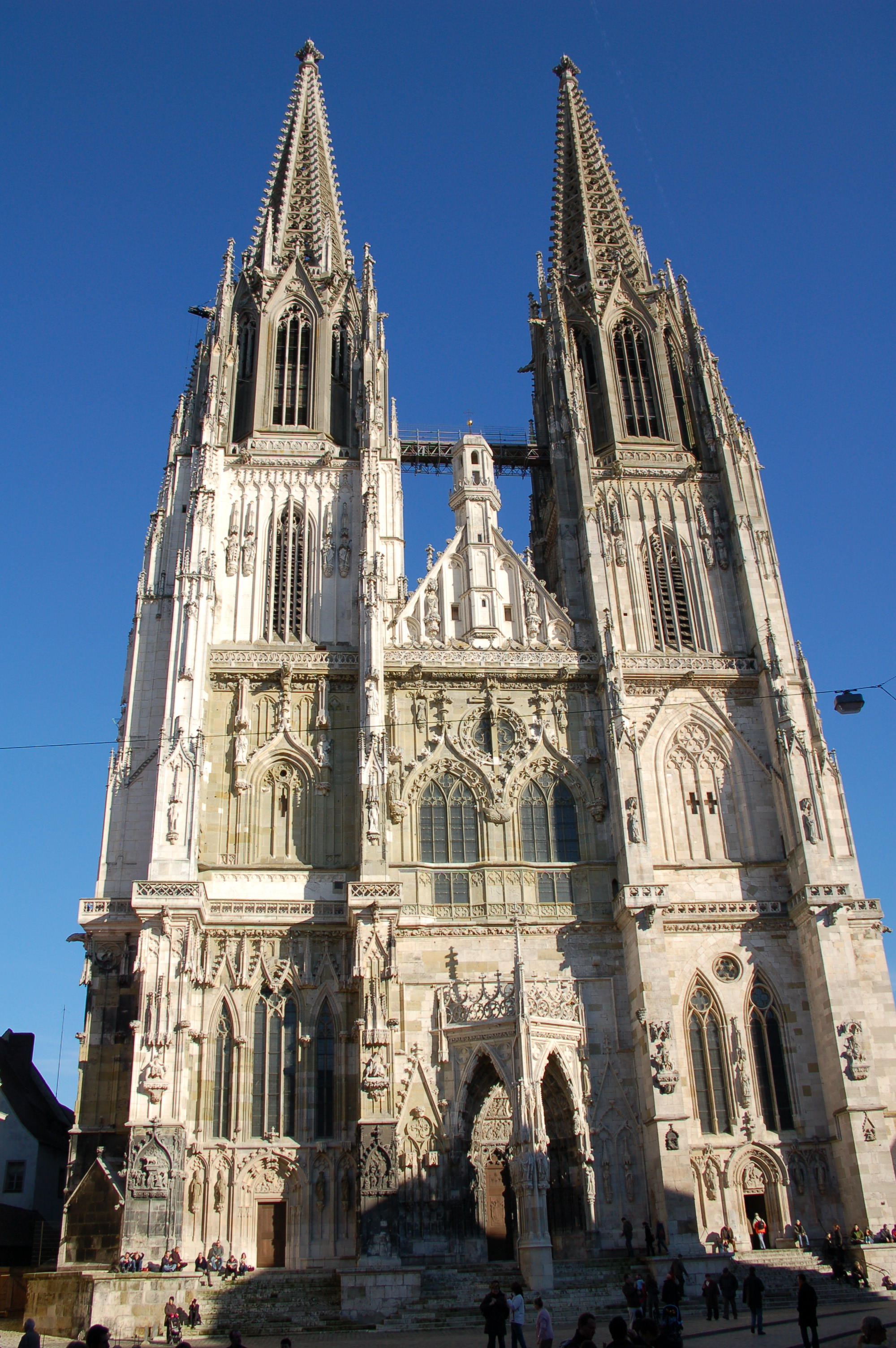
Regensburger Dom St. Peter

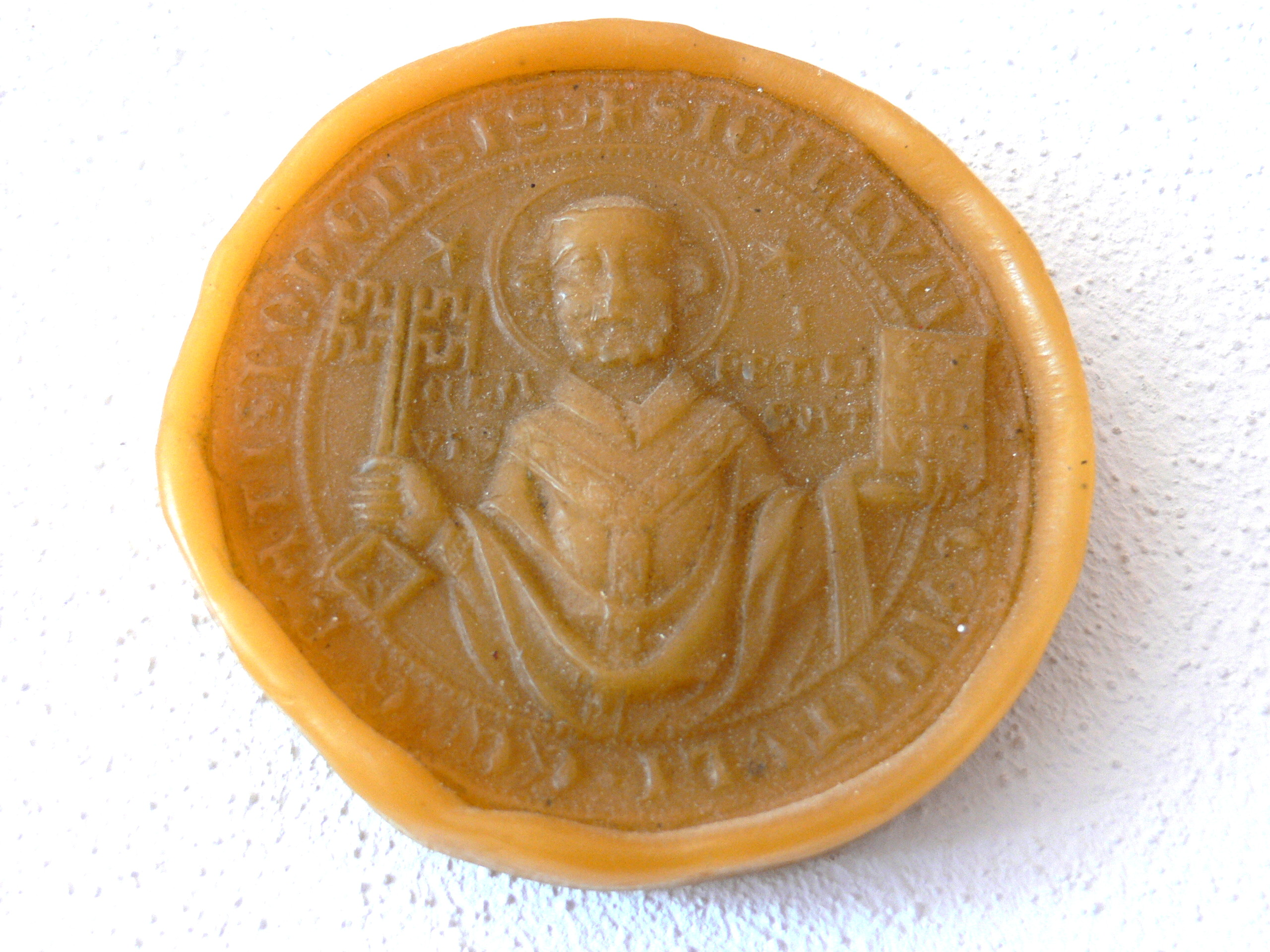
Siegel des Domkapitels von 1399

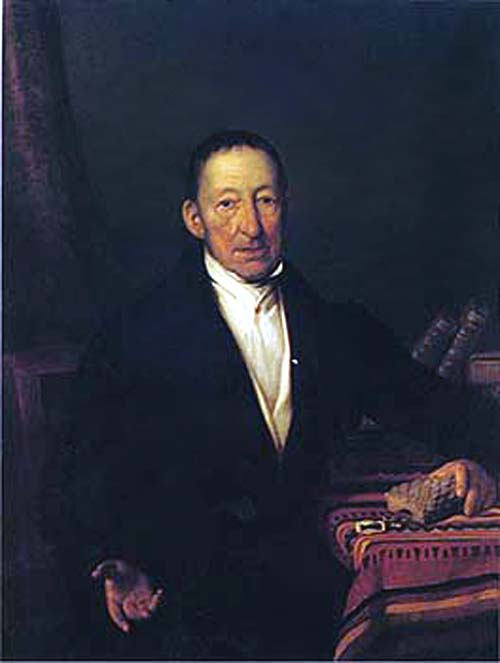
Kaspar Maria von Sternberg mit einer versteinerten Pflanze

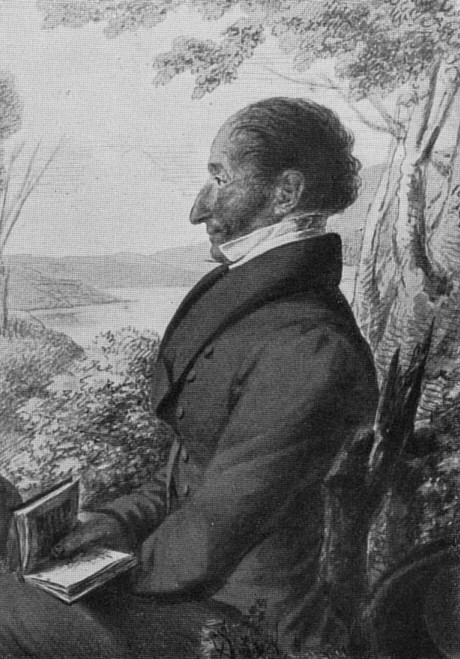
Kaspar Maria von Sternberg

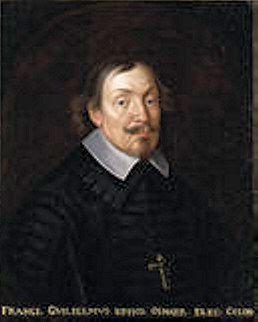
Kardinal Franz Wilhelm von Wartenberg

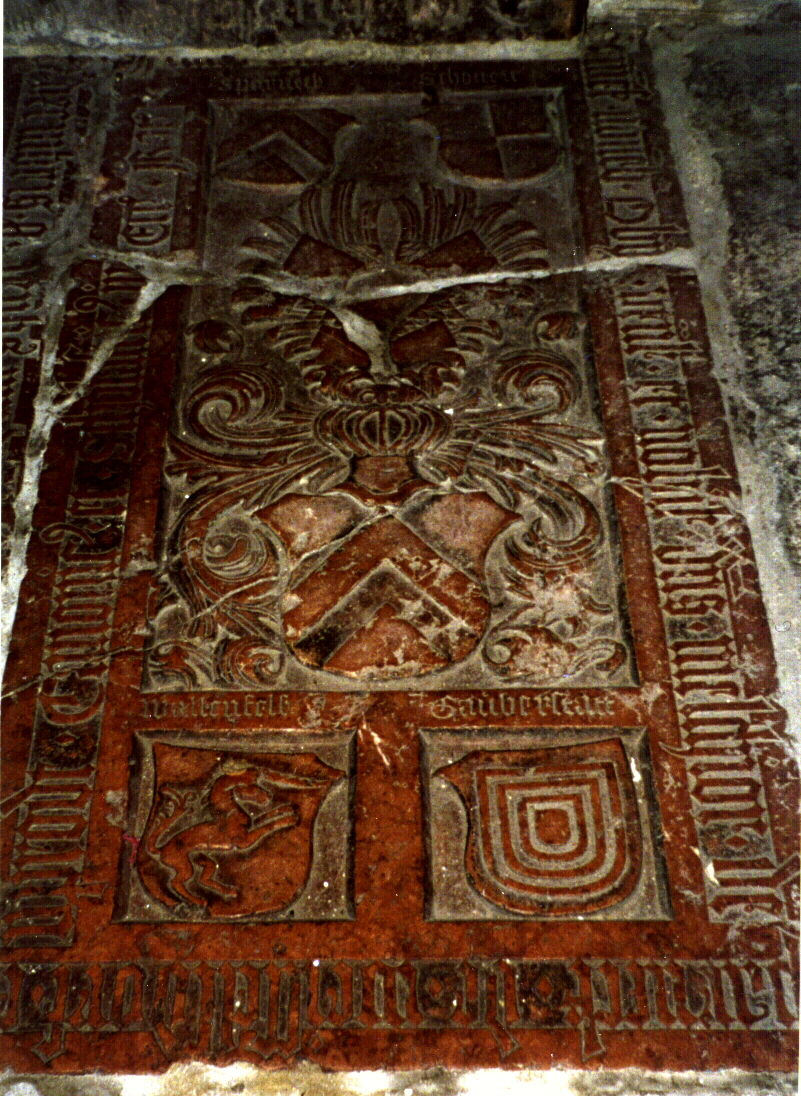
Epitaph des Domherrn Melchior von Sparneck in Regensburg

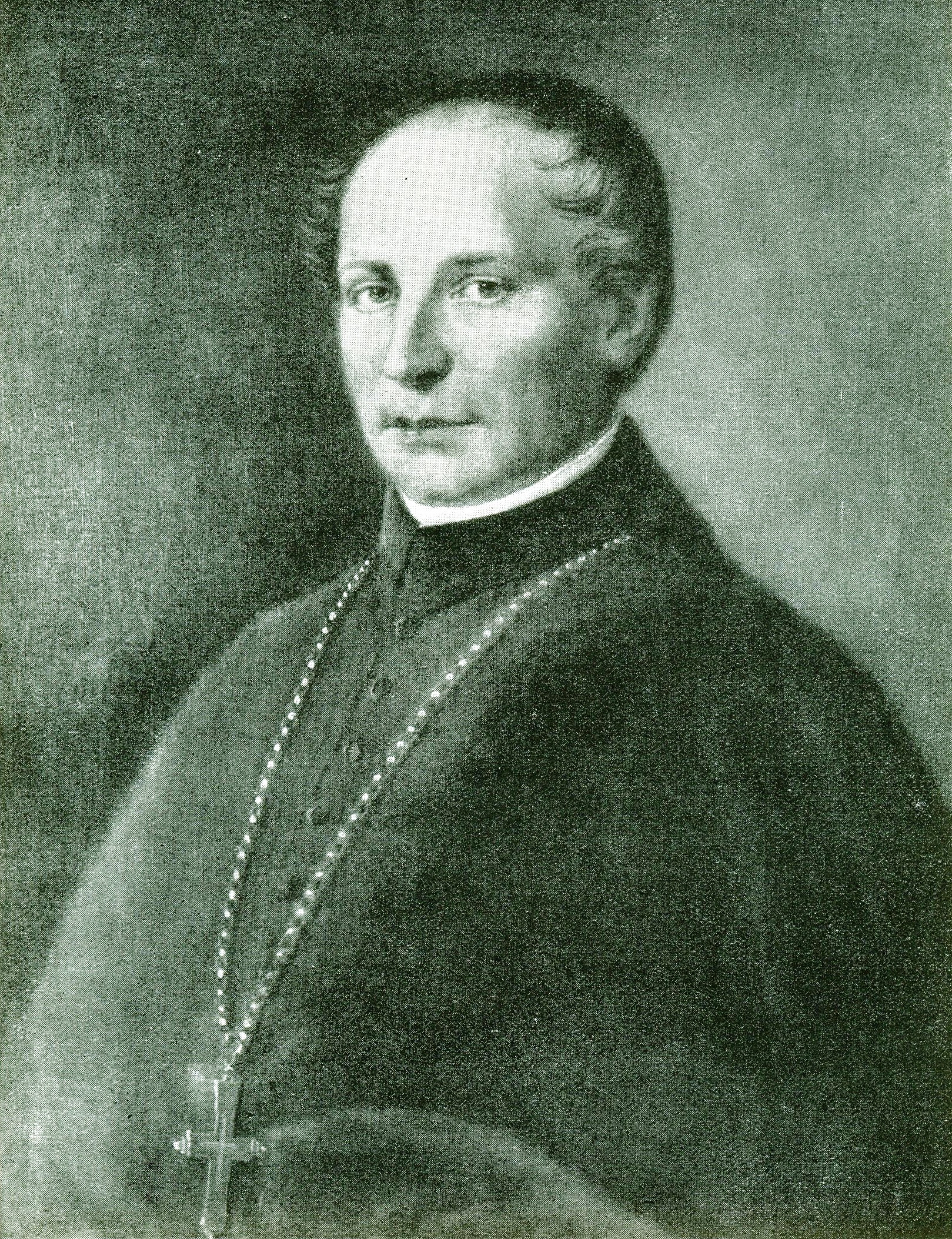
Melchior von Diepenbrock

Melchior von Diepenbrock

In der nachfolgenden Liste sollen alle Regensburger Domherren bis zur Säkularisation zusammengestellt werden. Kleriker im Bistum Regensburg hatten häufig mehrere kirchliche Ämter inne. Domherren sind auch als Bischöfe von Eichstätt bekannt (siehe Liste der Bischöfe von Regensburg). Viele stammen aus adeligen Familien, zum Teil auch aus Franken (siehe auch Liste fränkischer Rittergeschlechter).

## A
- Werner von Aufseß (siehe z. B. Hollfeld)
- Carl von Absberg zu Rumford 1494
- Heinrich von Absberg zu Rumford, Domherr 1431, Dompropst 1460, 1468–1492 als Heinrich IV. Bischof von Regensburg

## B
- Dietrich von Bibra (1486–1500/01)
- Joseph Bärnklau von Schönreuth († 1767); begraben im Kloster Niederschönenfeld
- Adam Ernst Bärnklau von Schönreuth (1712–1779); ab 1766 Weihbischof von Regensburg; begraben Kloster Niederschönenfeld

## D
- Melchior von Diepenbrock

## F
- Konrad IV. von Frontenhausen

## G
- Berthold Gamerit von Sarching (aus Sarching bei Barbing)
- Ulrich Gamerit von Sarching
- Leutwin Gamerit von Sarching
- Johann Grad, zugleich Pfarrer in Schwandorf 1501 – 1514[1]
- Gozbert aus Essing, später Abt von Tegernsee
- Ambrosius von Gumppenberg, ab 1520
- Karl Joseph Thomas Philipp Franz Hubert Freiherr von Gumppenberg, ab 1787

## H
- Albrecht I. von Hohenfels[2]
- Karl Emmerich I. von Hagen (1690–1733)

## J
- Hans von Jahenstorf[3]

## L
- Heinrich von Lerchenfeld († 1252)

## M
- Konrad Marschalken von Schiltberg (um 1270)
- Konrad von Megenberg verst. 1374

## O, P
- Ulrich I. von Ortenburg († 19. November 1455), Domherr zu Passau und Regensburg, später Propst zu Passau und Mattsee
- Konrad (2) von Parsberg († 1316), Domdekan 1292–1316, Pronotar  Herzog Ludwigs II. von Bayern-München
- Johannes von Parsberg (1418 - † 1440), Domherr in Freising und Regensburg
- Friedrich (4) von Parsberg († 31. Dezember 1449), ab 1430 Dompropst, 1437–1449 Bischof von Regensburg
- Heinrich (5) von Parsberg (1446 – † 1499)
- Hans (5) von Parsberg, Dr. jur., († 1553)
- Johann Christoph von Parsberg († 1557)
- Hans (7) von Parsberg († 1558)
- Eberhard von Parsberg (1494 - † 1527), Domherr zu Regensburg und Eichstätt
- Philipp von Parsberg (1562 - † 1593)
- Kaspar von Parsberg († 1552), Bruder von Philipp, ertrunken in der Naab bei Münchshofen
- Johannes (8) von Parsberg († 1588), Bruder von Kaspar und Philipp, Domherr in Regensburg und Eichstätt, Grabplatte im Dom zu Eichstätt (Lapidarium)
- Hans (9) von Parsberg († 1608)

## R
- Heinrich V. Schenk von Reicheneck[4]
- NN. von Rornstätter (siehe z. B. Berg bei Neumarkt in der Oberpfalz)
- Peter II. von Rosenberg

## S
- Heinrich Seemann († um 1259)
- Melchior von Sparneck (* vor 1488–1536)
- Altmann IV. von Stein (Familie der Grafen von Abensberg)
- Andreas vom Stain * 1532, auch Domherr zu Konstanz
- Kaspar Maria von Sternberg
- Heinrich von Schwarzburg, Domherr (1357), († nach 1. Mai 1371)
- Günther XVII. von Schwarzburg-Schwarzburg, Domherr (1373), († 1395/1396)
- Pankratius Syntzenhofer zugleich Pfarrer in Schwandorf 1531 – 1535

## T
- Johannes Tolhopf
- Johannes Tröster
- Konrad I. von Tölz und Hohenburg, seit 1228 Domherr; von 1230 bis 1258 der 25. Bischof von Freising († 18. Januar 1258)

## W
- Johann Albrecht von Widmanstetter (1506–1557)
- Hubert Clemens Graf von Waldkirch (1768–1821)
- Franz Wilhelm von Wartenberg

## Z
- Greimwold Ziegelhauser (siehe z. B. Schmatzhausen)